# Mariette Vanhalewijn

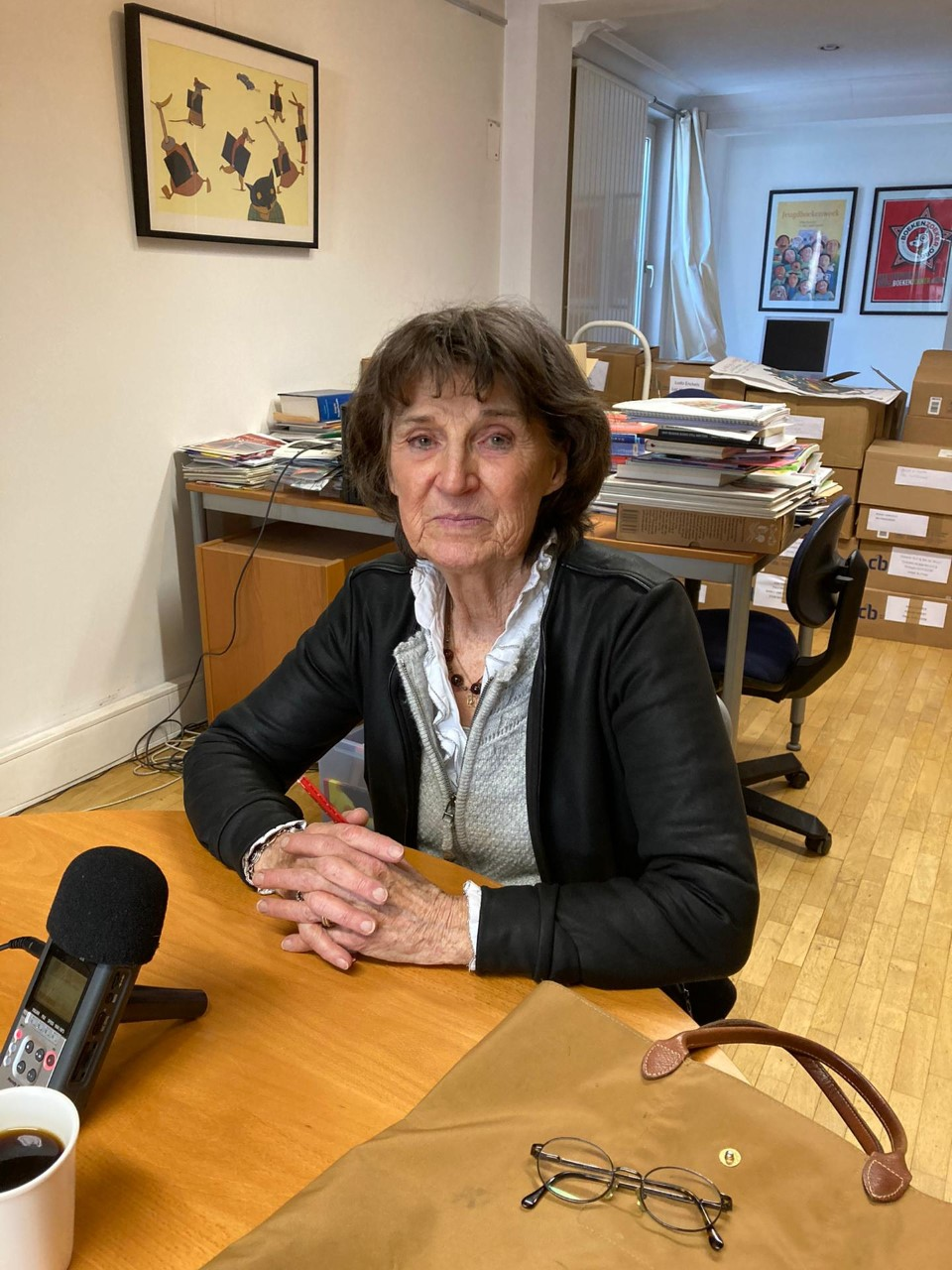
Mariette Vanhalewijn in de vakbibliotheek van Iedereen Leest.

Mariette Vanhalewijn (Meulebeke, 24 januari 1940) is een invloedrijke Belgische kinderboekenschrijfster. Ze is bekend van boeken als Een koffertje vol dromen (1980, met illustraties van Jaklien Moerman) en Kleine Adam (1983, met illustraties van Rita van Bilsen).

## Biografie
In haar jeugd was Mariette Vanhalewijn een leeskind. Ze begon vanaf haar zestiende te schrijven en te publiceren in kranten, tijdschriften en weekbladen. Haar carrière als schrijfster kwam op gang in de jaren 1960. In 1967 trouwde ze met Marcel Albertyn, met wie ze twee zonen en een dochter kreeg. Ondertussen heeft Vanhalewijn zes kleinkinderen. Sinds 1975 woont ze in Meerbeke bij Ninove.

## Carrière
Na haar middelbare studies werkte Mariette Vanhalewijn van 1958 tot 1964 als uitgeverij-assistente bij Lannoo in Tielt. Daarna was ze bij Nygh & Van Ditmar in Den Haag verantwoordelijk voor pers en publiciteit van hun literaire fonds.
Vanaf 1960 begon Vanhalewijn interviews te publiceren in De Standaard en werkte ze voor de BRT-radio mee aan De wereld van het boek en Het uur van de vrouw, programma’s over (jeugd)literatuur. Vanaf oktober 1965 was Vanhalewijn fulltime als journaliste verbonden aan De Standaard in Brussel. Ze verzorgde op de reportagedienst artikels en interviews over culturele en sociale onderwerpen. In 1974 werd ze ook verantwoordelijk voor de redactie en samenstelling van de kinderbijlage van de kranten van de Standaardgroep, De Stipkrant. Tot 1982 was ze tevens redactrice van het bibliotheekblad Jeugdboekengids.
Mariette Vanhalewijn debuteerde met Kleine wereld. Het boek verscheen begin jaren 1960 en ontstond uit een samenwerking met fotograaf Walter De Mulder. Zij schreef poëtische teksten voor volwassenen bij zijn foto’s, die eerst verschenen bij het weekblad van de Gezinsbond. In de jaren 1960 vertaalde Vanhalewijn ook boeken voor uitgevers uit het Duits en Frans. Bovendien stelde ze verhalenbundels samen en schreef ze korte verhalen.
Haar eerste kinderboek, Het meisje Marleentje, verscheen in 1961 bij Van Goor in Den Haag. Het werd meerdere keren herdrukt en vertaald naar het Duits als Guten Tag Angela.
Vanaf 1968 gaf Vanhalewijn een reeks Simon-boeken uit met Jaklien Moerman als illustratrice. Zes verhalen werden in aparte boekjes in zeven talen tegelijk in grote oplage uitgegeven.
In 1976 werd Een schaap met witte voetjes gepubliceerd met kleurillustraties. Het boek was een groot succes, werd meerdere malen herdrukt en ook vertaald naar het Duits.
In 1983 verscheen Kleine Adam met tekeningen van Rita van Bilsen. Het boek werd in 1986 bekroond met de driejaarlijkse Staatsprijs voor Jeugdliteratuur. Het boek ontving ook een Boekenleeuw, en werd in allerlei vormen geadapteerd, als poppenspel, toneelstuk, tv-verhaal en ballet. Het boek werd vertaald naar het Frans, Engels, Duits, IJslands, Chinees, Spaans en Koreaans.

## Stijl
De verhalen van Vanhalewijn spelen zich vaak af in een grensgebied tussen fantasie en realiteit. Enerzijds bevatten haar verhalen sprookjesachtige elementen, anderzijds spelen ze zich af in een realistische omgeving. De vraag naar het werkelijkheidsgehalte wordt regelmatig expliciet gesteld. Haar verhalen bezitten bovendien de structuur en de personages van de klassieke sprookjes: elfjes, heksen, kabouters, reuzen sprekende dieren... Haar verhalen verraden bovendien haar persoonlijke stijl, in het gebrek aan geweld en gruwel, en in de luchtige toon.
De structuur van haar verhalen is eenvoudig, met een vast basispatroon: in de beginsituatie duikt een ongewoon gegeven of een problematiek op, wat een reeks verwikkelingen veroorzaakt, tot er op het einde weer een harmonische sfeer heerst.
In Vanhalewijns vertelstijl wordt een traditioneel vertellende kinderstijl aangetroffen, met veel verkleinwoorden, allitteraties en (begin)rijmen.  In haar latere werken doen ook nieuwe verhaalstructuren hun intrede, zoals het kaderverhaal en auctoriële ironie.
Inhoudelijk gaan Vanhalewijns verhalen voornamelijk over moralen zoals tevreden zijn, vrolijk zijn, voorzichtig zijn, nuttigheid en lief zijn voor elkaar.

## Prijzen
Op de Vlaamse boekenbeurs werden Vanhalewijns boeken meermaals bekroond als "Beste kinderboek van het jaar."
Vanhalewijn won vijf keer de Referendumprijs voor het beste Vlaamse jeugd- en kinderboek:
- In 1969 voor Simon en de wondervlinder
- In 1972 voor Simon in het vergeten straatje
- In 1974 voor Floris en Floriaan
- In 1977 voor Een schaap met witte voetjes
- In 1984 voor Kleine Adam.

In 1975 bekroonde de provincie West-Vlaanderen haar verhalenbundel met 49 kortverhalen, Met de maand als Schuitje, met de Prijs Jeugdliteratuur.
Kleine Adam (1983) werd in 1984 bekroond met een Boekenleeuw en met de Staatsprijs voor Jeugdliteratuur.